# Contacto (novela de 1989)
Contacto (título original: Closer) es la primera novela del escritor estadounidense Dennis Cooper, publicada en 1989 por la editorial Grove Press. Es considerada una de las obras más reconocidas del autor. La trama gira alrededor de George Miles, un adolescente gay consumidor de drogas y de personalidad pasiva que se convierte en objeto de deseo para varios muchachos que buscan a través del sexo y la violencia un escape de la banalidad de sus vidas.
Entre las temáticas de la novela se encuentran la cosificación masculina, la sexualidad, la violencia, los abusos a menores y la muerte. Sobre su abordaje de estos temas, Cooper afirmó que su intención no era ni excitar ni conmocionar a los lectores, aunque sí perturbarlos.
La novela es la primera entrega del ciclo de George Miles, una serie de obras inspiradas en un amigo de la adolescencia de Cooper que más tarde fue su novio y que se caracterizan por la erotización de la muerte y la violencia sexual. Debido a ello, varios de los elementos introducidos en Contacto son luego explorados en el resto de novelas del ciclo, aunque desde otras perspectivas. El propio George Miles vuelve a aparecer como personaje en las otras obras, aunque cambia de identidad en cada una.

## Argumento
George es un adolescente hacia quien todos sus conocidos sienten una fuerte atracción, y que, debido a su personalidad pasiva y su consumo constante de drogas, deja que todos hagan y proyecten en él lo que deseen. Entre sus amantes se encuentra John, un artista punk a quien le divierte deformar figuras en sus pinturas y con quien George tiene un trío sexual que termina en violencia. Otros personajes atraídos por George incluyen a David, un adolescente a quien su belleza lo lleva a creerse famoso, y al señor McGough, el profesor de escritura creativa del colegio.
Luego de sufrir un desplante, George conoce a Phillipe, un hombre mayor que lo introduce a la coprofilia durante sus encuentros sexuales, los mismos que son a la vez documentados por un muchacho fanático de la pornografía llamado Alex. Debido a un cáncer terminal, la madre de George muere, lo que lleva a este visitar a Tom, un hombre mayor que le había presentado Phillipe y quien estaba obsesionado con prácticas violentas. En medio de este encuentro, Tom anestesia a George y comienza a rebanar sus nalgas, aunque luego lo deja marcharse sin asesinarlo. Luego de recuperarse de sus heridas, George conoce a Steve, un muchacho que había abierto una discoteca clandestina y quien decide proteger a George.

## Personajes principales
- George Miles: Es el protagonista de la obra. Al igual que otros personajes de la novela, se construye un mundo interior para escapar del aburrimiento del mundo real. En su caso, Disneylandia representa la idea de la perfección, de un lugar en el que todas las interacciones y sentimientos pueden resultar emocionantes.[1]

- Cliff: Es un muchacho que aborda los sucesos de la trama como si fuera un actor o director de cine.[12] Es el único de los amigos de George que muestra genuina ternura hacia él, aunque se siente incapaz de decirle que lo ama. En la novela, el personaje representa al propio Cooper.[6]

## Composición

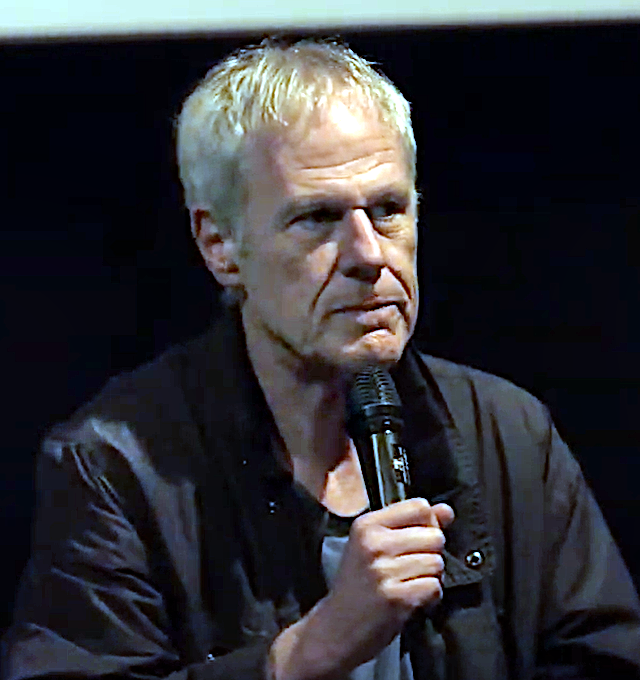
Dennis Cooper en 2020.

La novela sigue una estructura rigurosa en que los párrafos tienen el mismo tamaño. Cooper decidió seguir esta estructura, según afirmó en una entrevista, para «dar un poco de belleza y rigor» al mundo de los personajes. Cada uno de los capítulos de la obra, adicionalmente, se concentra en uno de los personajes y lleva como título sus nombres.
El título de la obra fue elegido por Cooper para expresar la idea de complejidad y de movimiento hacia un tipo de cercanía en particular, que dejara a la persona en una especie de limbo.

## Recepción
La novela ganó en 1990 la primera edición del Premio Ferro-Grumley al mejor libro de ficción LGBT masculina. Entre las opiniones críticas escritas al momento de su publicación, se encuentra la de Kirkus Reviews, que calificó la novela como «parte humor negro, parte exceso pornográfico, parte slasher demente de suspenso, y definitivamente no apto para los sensibles», además de como una «aterradora visión de decadencia urbana y anarquía en una subcultura punk/gay». La escritora Lynne Tillman, en la reseña del periódico Los Angeles Times, afirmó que la novela traducía «momentos y sentimientos para los que aún no tenemos vocabulario». La revista Publishers Weekly, por su lado, le dio una crítica negativa y señaló que el abordaje de Cooper sobre las anomalías sexuales se volvía fatigante y que incluso los momentos memorables se perdían en su «prosa dolorosa».